# 1256 Normannia
1256 Normannia (1932 PD) là một tiểu hành tinh nằm phía ngoài của vành đai chính được phát hiện ngày 8 tháng 8 năm 1932 bởi K. Reinmuth ở Heidelberg.